# Diferență a două pătrate
În matematică diferența a două pătrate este un pătrat (număr înmulțit cu el însuși) scăzut dintr-un alt pătrat. În algebra elementară⁠(d) orice diferență de pătrate poate fi descompusă în factori primi prin identitatea
{\displaystyle a^{2}-b^{2}=(a+b)(a-b).}

## Demonstrație
Demonstrarea identității de factorizare este simplă. Pornind de la membrul stâng al identității, prin aplicarea distributivității se obține
{\displaystyle (a+b)(a-b)=a^{2}+ba-ab-b^{2}}
Datorită comutativității, cei doi termeni din mijloc se simplifică:
{\displaystyle ba-ab=0}
obținându-se
{\displaystyle (a+b)(a-b)=a^{2}-b^{2}}
Identitatea rezultată este una dintre cele mai frecvent utilizate în matematică. Printre multe utilizări, oferă o demonstrație simplă a inegalității mediilor aritmetică și geometrică a două variabile.
Demonstrația este valabilă în orice inel comutativ.
Invers, dacă această identitate este valabilă într-un inel R pentru toate perechile de elemente a și b, atunci R este comutativ. Pentru a demonstra acest lucru se dezvoltă diferența pătratelor ținând cont de distributivitate și se obține
{\displaystyle a^{2}+ba-ab-b^{2}.}
Pentru ca această expresie să fie egală cu {\displaystyle a^{2}-b^{2}}, trebuie să fie îndeplinită relația
{\displaystyle ba-ab=0}
pentru toate perechile a, b, prin urmare R este comutativ.

## Demonstrații geometrice
Diferența a două pătrate poate fi ilustrată geometric ca diferența a două arii pătrate într-un plan. În imaginea de alături partea umbrită reprezintă diferența dintre ariile celor două pătrate, adică {\displaystyle a^{2}-b^{2}}. Aria părții umbrite poate fi găsită prin adunarea zonelor celor două dreptunghiuri, {\displaystyle a(a-b)+b(a-b)}, care poate fi factorizată la {\displaystyle (a+b)(a-b)}. Prin urmare {\displaystyle a^{2}-b^{2}=(a+b)(a-b)}.
O altă demonstrație geometrică: se începe cu figura prezentată în prima imagine de mai jos, un pătrat mare cu un pătrat mai mic îndepărtat din el. Latura întregului pătrat este a, iar latura pătratului mic eliminat este b. Aria regiunii umbrite este {\displaystyle a^{2}-b^{2}}. Se face o tăietură, împărțind regiunea în două părți dreptunghiulare, așa cum se arată în a doua figură. Piesa mai mare, în partea de sus, are lățimea a și înălțimea a−b. Piesa mai mică, de jos, are lățimea a−b și înălțimea b. Acum piesa mai mică poate fi detașată, rotită și plasată în dreapta piesei mai mari. În această nouă aranjare, prezentată în ultima imagine de mai jos, cele două piese formează împreună un dreptunghi, a cărui lățime este {\displaystyle a+b} și a cărui înălțime este {\displaystyle a-b}. Aria acestui dreptunghi este {\displaystyle (a+b)(a-b)}. Deoarece acest dreptunghi a venit din rearanjarea figurii originale, trebuie să aibă aceeași arie ca și figura originală. Prin urmare, {\displaystyle a^{2}-b^{2}=(a+b)(a-b)}.

## Utilizări

### Factorizarea polinoamelor și simplificarea expresiilor
Formula pentru diferența a două pătrate poate fi folosită pentru factorizarea polinoamelor care conțin pătratul unei prime mărimi minus pătratul unei a doua mărimi. De exemplu, polinomul {\displaystyle x^{4}-1} poate fi factorizat după cum urmează:
{\displaystyle x^{4}-1=(x^{2}+1)(x^{2}-1)=(x^{2}+1)(x+1)(x-1)}
În continuare și suma de pătrate poate fi factorizată similar diferenței folosind unitatea imaginară i.
{\displaystyle x^{2}+1=(x+i)(x-i)}
În alt exemplu, primii doi termeni ai {\displaystyle x^{2}-y^{2}+x-y} pot fi factorizați drept {\displaystyle (x+y)(x-y)}, cu care se obține:
{\displaystyle x^{2}-y^{2}+x-y=(x+y)(x-y)+x-y=(x-y)(x+y+1)}
Formula poate fi folosită și pentru simplificarea expresiilor:
{\displaystyle (a+b)^{2}-(a-b)^{2}=(a+b+a-b)(a+b-a+b)=(2a)(2b)=4ab}

### Raționalizarea numitorilor
Diferența a două pătrate poate fi folosită la raționalizarea numitorilor care conțin expresii iraționale. Aceasta este o metodă pentru eliminarea radicalilor (sau cel puțin mutarea lor) din expresiile de la numitorii rapoartelor care conțin rădăcini pătrate.
De exemplu, numitorul expresiei {\displaystyle {\dfrac {5}{{\sqrt {3}}+4}}} poate fi raționalizat în modul următor:
{\displaystyle {\begin{aligned}{\dfrac {5}{{\sqrt {3}}+4}}&={\dfrac {5}{{\sqrt {3}}+4}}\cdot {\dfrac {{\sqrt {3}}-4}{{\sqrt {3}}-4}}=\\&={\dfrac {5({\sqrt {3}}-4)}{({\sqrt {3}}+4)({\sqrt {3}}-4)}}=\\&={\dfrac {5({\sqrt {3}}-4)}{{\sqrt {3}}^{2}-4^{2}}}=\\&={\dfrac {5({\sqrt {3}}-4)}{3-16}}=\\&=-{\dfrac {5({\sqrt {3}}-4)}{13}}.\end{aligned}}}
Aici numitorul irațional {\displaystyle {\sqrt {3}}+4} a fost raționalizat la 13.
Există și alte aplicații, cum ar fi calculul mental⁠(d)